# Grundarfjörðurs flygplats
Grundarfjörðurs flygplats är en flygplats i republiken Island.  Den ligger i regionen Västlandet, i den västra delen av landet. Flygplatsen ligger 5 meter över havet. Landningsbanan är 688 meter.